# Szczawnik (1098 m)
Szczawnik – zalesiony szczyt o wysokości 1098 m n.p.m. w Bieszczadach Zachodnich.
Przez wierzchołek biegnie czerwony  Główny Szlak Beskidzki na odcinku Cisna – Smerek